# مشروعية القنب الهندي

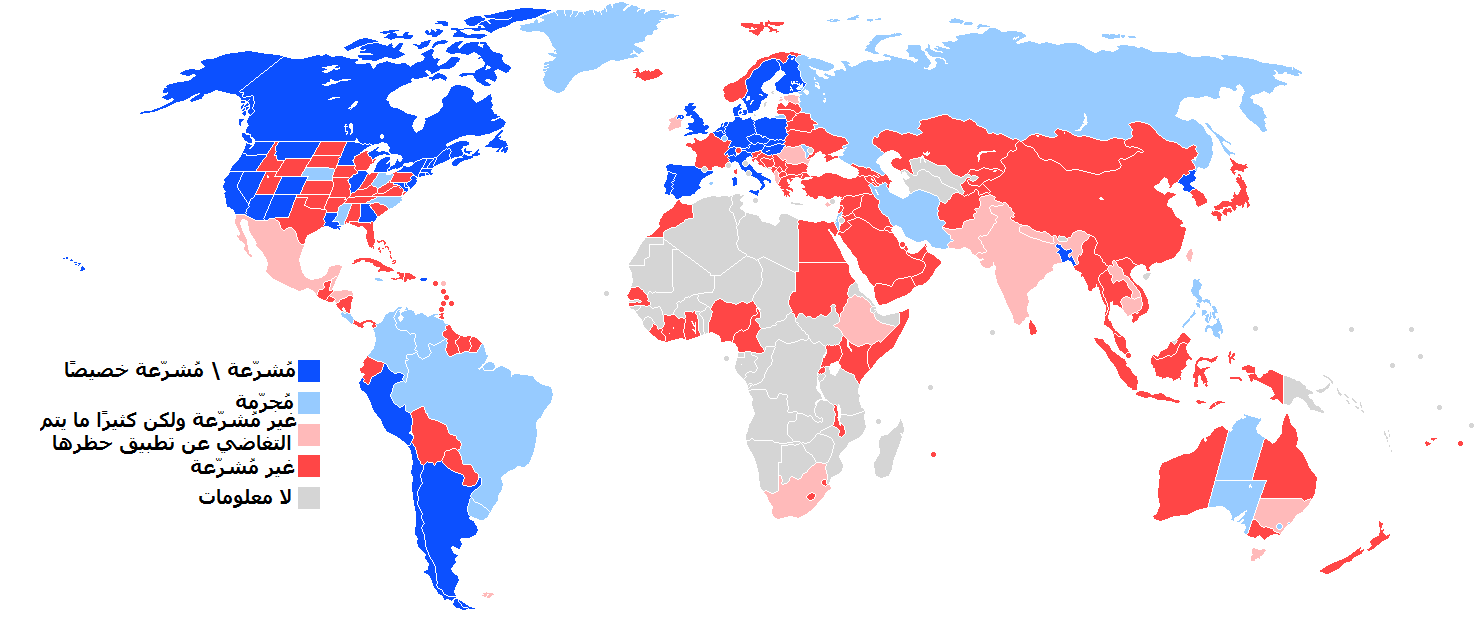
خريطة كل دولة وسماحها بقانونية الحشيش.

مشروعية الحشيش تختلف مشروعية وقانونية الحشيش من دولة لأخرى، فهناك دول تسمح بمشروعية الحشيش مثل ألمانيا و هولندا و بريطانيا، بينما هناك دول تسمح بذلك في بعض المناطق مثل الولايات المتحدة، بينما معظم الدول تجرم متناولي ومتاجري هذه المواد، ومعظم الدول العربية تجرم من يمتلك الحشيش أو يتاجر به وقد تصل العقوبة للإعدام بسبب ذلك، هناك حالياً عدة جهات سياسية ليبرالية في الغرب تطالب بالسماح بحرية امتلاك الحشيش، شرط أن يتم تنظيم من يمتلكه بكميات محددة فقط.